# Ariana y Barbazul
Ariana y Barbazul (título original en francés, Ariane et Barbe-Bleue) es una ópera («conte musical») en tres actos con música de Paul Dukas y libreto en francés que es adaptación (con muy pocos cambios) de la obra teatral simbolista de Maurice Maeterlinck. Se estrenó el 10 de mayo de 1907 en la Opéra-Comique de París.
Dukas había quedado impresionado con la obra de Maeterlinck cuando se publicó por vez primera en 1899. Maeterlinck había reservado inicialmente los derechos de usar Ariane como un libreto para Edvard Grieg. Cuando Grieg abandonó sus planes de componer la ópera, Maeterlinck se la ofreció a Dukas en su lugar. Dukas trabajó en la partitura entre 1899 y 1906.
La obra a menudo se ha comparado con la ópera de Debussy Pelléas et Mélisande (1902), también basada en una obra de Maeterlinck. Debussy había terminado virtualmente su partitura cuando Dukas empezó a trabajar en la suya. 
Ariana y Barbazul es una ópera poco representada en la actualidad; en las estadísticas de Operabase aparece con sólo seis representaciones, siendo la más representada de Paul Dukas.

## Personajes
| Personaje                                                  | Tesitura               | Reparto del estreno, 10 de mayo de 1907 (Director: François Ruhlmann) |
| ---------------------------------------------------------- | ---------------------- | --------------------------------------------------------------------- |
| Ariane                                                     | soprano                | Georgette Leblanc                                                     |
| La nourrice (Aya)                                          | contralto              | Cécilie Thévenet                                                      |
| Barbe-bleue (Barbazul)                                     | bajo                   | Félix Vieuille                                                        |
| Sélysette, una de las cinco anteriores esposas de Barbazul | contralto/mezzosoprano | Suzanne Brohly                                                        |
| Ygraine, otra esposa de Barbazul                           | soprano                | Marthe Bakkers                                                        |
| Mélisande, otra esposa de Barbazul                         | soprano                | Hélène Demellier                                                      |
| Bellangère, otra esposa de Barbazul                        | soprano                | Berg                                                                  |
| Alladine, otra esposa de Barbazul                          | papel mudo             | Régina Badet                                                          |
| Un anciano campesino                                       | bajo                   | Louis Azéma                                                           |
| Segundo campesino                                          | tenor                  | Lucazeau                                                              |
| Tercer campesino                                           | bajo                   | Tarquini                                                              |
| Coro: Campesinos, Público                                  |                        |                                                                       |